# Mindless Self Indulgence
Mindless Self Indulgence (сокращенно — MSI) (рус.  Бездумное потакание своим слабостям) — американская электроник-рок-группа, образовавшаяся в Нью-Йорке в 1997 году и использующая в своей музыке элементы панка, метала, индастриала и электроники. Три первых альбома обеспечили квартету большую известность. Название группы произошло от сольного мини-альбома Джимми Юрина.

## История группы
Mindless Self Indulgence образовались в 1997 году в Нью-Йорке в составе: Джеймс «Little Jimmy», ныне «Jimmy Urine» Юринджер (певец, автор песен), Стив Монтано (известный как Steve, Righ?, гитара), Маркус Юринджер (бас-гитара, клавишные и диджей) и Дженнифер Данн (она же — Kitty, ударные). В период с 1987 по 1996 год Джимми Юрин (раннее «Little Jimmy Urinе») записал около 35 песен, которые различались по музыкальному стилю, обычно останавливаясь в стиле индастриал/синти-панк. Эти песни были записаны им самим и его братом Маркусом Юринджером в Нью-Йорке с использованием примитивного оборудования. В 1995 году Юрин и его брат выпустили сольный мини-альбом под названием Mindless Self-Indulgence на лейбле Chip Records, при участии Стива, Righ? на «Bed of Roses», в который вошли песни, исполненные в стиле индастриал-рок, похожем на Nine Inch Nails.
В 1997 году Юрин записали кавер-версию песни Method Man «Bring the Pain», которая была сделана путем слияния шести разных стилей одного и того же кавера в одну песню. Однако после выхода демо-альбома «Crappy little Demo» Маркус покинул группу, оставаясь техником и вокалистом для альбома «Fuck Machine». Вскоре его заменила Vanessa Y.T.
Это стало основой для звучания Mindless Self Indulgence. Группа образовалась вскоре после того, как к Юрину присоединились Стив, Рай? на гитаре, брат Юрина Маркус Юринджер на второй гитаре (замененный басисткой Ванессой Y.T., которую впоследствии заменила басистка Lyn-Z), и Китти на барабанах. Они выпустили шесть альбомов, четыре EP, восемь альбомов ремиксов, один концертный альбом, один сборник и один концертный DVD. Вместо того, чтобы подписывать традиционные контракты на запись, группа лицензировала большинство своих альбомов звукозаписывающим лейблам, сохраняя право собственности на музыку. 
Квартет дебютировал с альбомом Tight (все песни которого Юринджер написал на приглашения в туры Rammstein и Insane Clown Posse. Тексты группы напомнили критикам аналогичные «ранты» Beastie Boys, в музыкальном отношении MSI поначалу отнесли к последователям Korn.
Затем вышел альбом Frankenstein Girls Will Seem Strangely Sexy (2000): о Джимми Юрине теперь заговорили как о талантливом панк-авторе; в связи с имиджем и мировоззрением группы (в частности, идеей «ультра-секс» и сконцентрированности на «низшей из чакр») отмечались влияния Боуи и Sigue Sigue Sputnik. Пресса отмечала крайне провокационный характер концертных выступлений MSI, в ходе которых группа неизменно отвечала на любое оскорбление или брошенный предмет из зала, вызывая аудиторию на открытую конфронтацию.
После выхода альбома Alienating Our Audience: Live (2002). Ванессу Y. T. (которая покинула в летом 2001 года с целью стать астронавтом) заменила бас-гитаристка Лин-З (Lyn-Z). Следующий альбом You’ll Rebel to Anything (2005) вышел на индастриал-лейбле Metropolis Records в трёх версиях, отличавшихся как содержанием, так и оформлением.
Летом 2007 года группа гастролировала в рамках Revolution Stage Projekt Revolution, музыкального фестиваля, организованного Linkin Park. В январе 2009 года группа возглавила тур Kerrang! Relentless Energy Drink.
Четвёртый альбом If получил высокие оценки ведущих музыкальных изданий. Синглы группы неоднократно возглавляли списки Hot Singles Sales и Dance Singles Sales журнала Billboard. MSI стали завсегдатаями светской рок-хроники после того, как бас-гитаристка (а также художница и дизайнер) Лин-З (англ. Lyn-Z) в 2007 году вышла замуж за Джерарда Уэя из My Chemical Romance.
В декабре 2010 года они выпустили комикс под названием Adventures Into Mindless Self Indulgence о различных историях туров и значимых моментах карьеры группы. Группа выпустила ремастерированную версию CD/DVD своего первого полноформатного альбома Tight в 2011 году под названием «Tighter». Он включал бонус-треки и записи с их ранних дней. 25 октября 2012 года группа анонсировала свой пятый альбом через кампанию Kickstarter. «How I Learned to Stop Giving a Shit and Love Mindless Self Indulgence» был выпущен в мае 2013 года, за ним последовал выпуск синглов «It Gets Worse» в декабре и «Fuck Machine» в январе 2014 года.
Позже в январе 2014 года группа объявила, что они берут перерыв в гастролях. Вскоре в 2015 году группа временно прекратила своё существование.
18 сентября 2015 года Mindless Self Indulgence выпустили «Pink», сборник из 19 песен, записанных между 1990 и 1997 годами Юрином. Альбом включает в себя урезанные и ремастерированные версии песен с одноимённого альбома, аудиодневник, записанный Юрином в июле 1992 года, и каверы на песни Depeche Mode «Personal Jesus» и Duran Duran «Girls on Film».
9 августа 2021 года в Верховный суд Нью-Йорка был подан иск против Джеймса Юринджера (Джимми Юрина) с обвинением в сексуальном насилии над несовершеннолетней, которая утверждает, что состояла в сексуальных отношениях с Юринджером более двух лет — с января 1997 года по июнь 1999 года — начиная с того момента, когда ей было 15 лет, а Юринджеру — 27 лет. 26 марта 2024 года все обвинения против Юринджера были отклонены с предубеждением после того, как все стороны, участвовавшие в иске, согласились на условие об отклонении иска.
20 июня 2024 года группа неожиданно выпустила сборник «MSI B-SIDES vol. 1», в которые вошли ранее не вышедшие треки. Информации касательно даты выхода второй части сборника «MSI B-SIDES vol.2» нет.

## Состав
Текущий:
- Джимми Юрин — вокал, сведение, семплирование, текст, автор
- Лин-З — бас-гитара
- Стив, Рай? — гитара
- Китти — ударные

Бывшие участники:
- Vanessa Y.T. — бас-гитара (1998—2001)
- Маркус Джей Юринджер — бас-гитара, клавишные, семплирование, вторая гитара, вокал (для альбома «Fuck Machine»), техник и диджей (1997—1998, 2000, 2014)

## Дискография

### Студийные альбомы
- Tight (1999)
- Frankenstein Girls Will Seem Strangely Sexy (2000)
- You’ll Rebel to Anything (2005)
- If (2008)
- Tighter (2011)
- How I Learned to Stop Giving a Shit and Love Mindless Self Indulgence (2013)
- It Gets Worse (2013)
- PAY FOR IT (2014)
- (It’s 3am) ISSUES (2014)
- ON IT (2014)
- Never Wanted To Dance (2014)
- Evening Wear(2014)
- Fuck Machine (2014)
- Pink (2015)
- MSI B-SIDES vol.1 (2024)

### EP’s
- Despierta Los Niños (2003)
- Another Mindless Rip Off (2006)
- <3 (2010)

### Синглы
| 1999                                  | «Bring the Pain»                  | — | —   | Tight                                       |
| 2000                                  | «Bitches»                         | — | —   | Frankenstein Girls Will Seem Strangely Sexy |
| 2000                                  | «Planet of the Apes»              | — | —   | Frankenstein Girls Will Seem Strangely Sexy |
| 2001                                  | «Thank God»                       | — | —   | Alienating Our Audience                     |
| 2006                                  | «Shut Me Up»                      | 1 | —   | You’ll Rebel to Anything                    |
| 2006                                  | «Straight to Video»               | 1 | —   | You’ll Rebel to Anything                    |
| 2008                                  | «Mastermind»                      | — | —   | If                                          |
| 2008                                  | «Never Wanted to Dance»           | 1 | 180 | If                                          |
| 2008                                  | «(It’s 3AM) Issues»               | 4 | —   | If                                          |
| 2008                                  | «On It»                           | 2 | —   | If                                          |
| 2008                                  | «Pay for It»                      | 1 | —   | If                                          |
| 2009                                  | «Evening Wear/Mark David Chapman» | 1 | —   | If                                          |
| «—» релиз не занимал строчку в чарте. |                                   |   |     |                                             |

### Концертные альбомы и сборники
- Alienating Our Audience (2002)
- Our Pain, Your Gain (DVD, 2007)
- Septic IX (2010)